# Sopot (Dolj)
Sopot é uma comuna romena localizada no distrito de Dolj, na região de Oltênia. A comuna possui uma área de 55.43 km² e sua população era de 1817 habitantes segundo o censo de 2007.